# André Tassone
André Tassone (26 août 1940 à Marseille -) est un footballeur français. Connu pour avoir joué à Marseille.

## Biographie
André Tassone naît dans le quartier de St-Louis à Marseille. Il débute logiquement sa carrière à la Jeunesse Sportive de St-Louis où il connaît ses premiers succès : champion de Provence, du Sud-Est et vainqueur de la Coupe Roustan.
C'est Jean Robin qui le remarque et lui fait signer une licence junior à l'Olympique de Marseille en 1956. C'est à la suite de la blessure de Maurice Gransart, alors défenseur titulaire de l'équipe professionnelle, qu'André Tassone est préféré pour ce poste à son ami Henri Lopez.
Au total, André Tassone passe douze années sous le maillot blanc, dont neuf en tant que professionnel. De l'Olympique de Marseille, il a tout connu : les remontées en D1 en 1962 et en 1966, des matches de légende (comme celui disputé contre Forbach lors de la saison 1964-1965 devant seulement 434 spectateurs), le brassard de capitaine, ainsi que le septième titre de vainqueur de la Coupe de France en 1969 face aux Girondins de Bordeaux.
Sur le terrain, il était réputé pour son jeu engagé et vif. Après douze ans de bons et loyaux services passés à Marseille, Tassone part pour l'AC Ajaccio en 1969. Puis il rentre jouer à l'Étoile Sportive La Ciotat (D2), où il retrouve pour deux ans ses anciens coéquipiers olympiens, Pépito Pavon et Jo Brotons.

## Palmarès
- Vainqueur de la Coupe de France en 1969 avec l’Olympique de Marseille